# Paul Fritsch
Paul Fritsch (n. 25 februarie 1901, Paris, Île-de-France, Franța – d. 22 septembrie 1970, Boulogne-Billancourt, Franța) a fost un boxer ce a reprezentat Franța, medaliat olimpic. A participat la o ediție a Jocurilor Olimpice (1920) în care a câștigat o medalie de aur.

## Participări
Lista de mai jos prezintă principalele competiții la care a participat Paul Fritsch de-a lungul carierei.
- boxing at the 1920 Summer Olympics – featherweight[*]